# Turma da Mônica - Fake News da Vacinação
Turma da Mônica - Fake News da Vacinação é uma história em quadrinhos da Turma da Mônica lançada em 9 de novembro de 2023 para combater notícias falsas sobre vacinação.

## Histórico
O gibi foi lançado em 9 de novembro de 2023 no 22º Congresso Brasileiro de Infectologia Pediátrica, em Curitiba. Ele é uma parceria com a Sociedade Brasileira de Pediatria (SBP) e o Instituto Questão de Ciência (IQC) com o Instituto Cultural Mauricio de Sousa para ser usado por pediatras para combater a queda de vacinação no Brasil após a onda de notícias falsas durante a Pandemia de COVID-19, muitas destas espalhadas pelo Governo Bolsonaro.

## Descrição
O gibi aborda como as notícias falsas surgem, se espalham e seus impactos, como o ressurgimento de doenças como a poliomielite e o sarampo. Na trama, Fernando não é vacinado contra a COVID-19 pois seus pais caíram em uma notícia falsa que viram na internet. Ele vai jogar basquete com o Cebolinha e conhece Luca, que tornou-se cadeirante pela paralisia infantil causada pela poliomielite. A história aborda de maneira lúdica temas como a hesitação vacinal, o papel da pediatra e o funcionamento das vacinas. O gibi possui 20 páginas e passatempos, sendo disponibilizado nos sites da SBP e ICQ. Sua tiragem foi de 2 mil exemplares.